# Mitsuhiro Shishikura

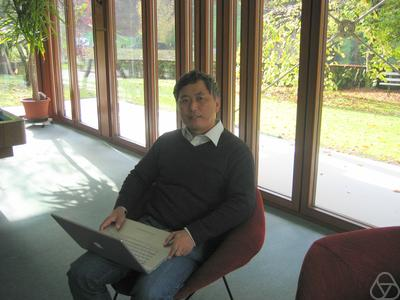
Mitsuhiro Shishikura, Oberwolfach 2008

Mitsuhiro Shishikura (jap. 宍倉 光広, Shishikura Mitsuhiro; * 27. November 1960) ist ein japanischer Mathematiker, der sich mit Dynamischen Systemen und speziell komplexer Dynamik befasst. Er ist Professor an der Universität Kyōto.
1988 promovierte (Trees associated with the configuration of Herman rings) er an der Universität Kyoto.
Shishikura bewies zwei wichtige, lange offene Probleme in der komplexen Dynamik: 
- In seiner Diplomarbeit bewies er eine Vermutung von Pierre Fatou von 1920, dass eine rationale Funktion vom Grad {\displaystyle d}  bei Iteration höchstens {\displaystyle 2d-2} nicht-abstoßende periodische Zyklen hat.[2]
- 1998 bewies er eine Vermutung von Benoit Mandelbrot und John Milnor, dass die Hausdorff-Dimension des Rands einer Mandelbrot-Menge 2 ist.[3]

In seinen Arbeiten zur komplexen Dynamik führte er die Methode quasikonformer Chirurgie ein.
2008 bewies er gemeinsam mit Masashi Kisaka die Existenz einer transzendenten ganzen Funktion mit zweifach zusammenhängendem wanderndem Gebiet. Seine Arbeit mit H. Inoue von 2008 spielt eine Rolle im Beweis von Xavier Buff und Arnaud Chéritat über Julia-Mengen polynomialer Abbildungen mit positivem Lebesgue-Maß.
1995 erhielt er den Frühlingspreis der Japanischen Mathematischen Gesellschaft und 1992 den Salem-Preis. 1994 war er Invited Speaker auf dem Internationalen Mathematikerkongress in Zürich (Topological, Geometric and Complex Analytic Properties of Julia sets).